# Zawieszenie (jeździectwo)

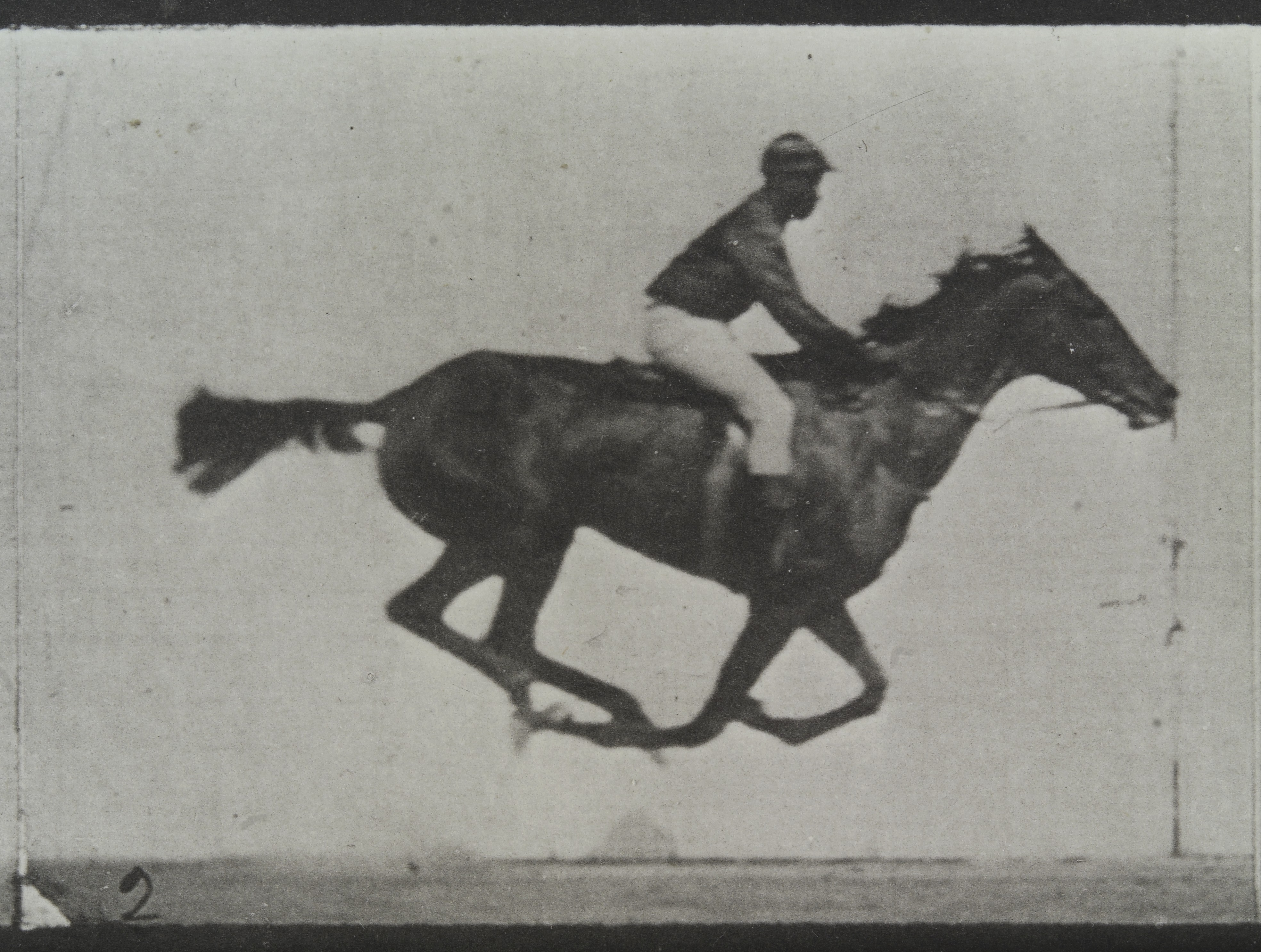
Faza zawieszenia

gif ukazujący fazę zawieszenia

Zawieszenie, zawis – termin oznacza fazę ruchu konia, w którym koń kłusuje, galopuje lub cwałuje a jego wszystkie kończyny są ponad ziemią. Żadna jego noga w tym momencie nie dotyka ziemi. Fazy zawieszenia występują tylko w  energicznych chodach w kłusie są dwie fazy zawisu w każdej pełnej sekwencji, podczas gdy w galopie tylko jedna. 